# Neohaplomyces neomedonalis
Neohaplomyces neomedonalis är en svampart som beskrevs av R.K. Benj. 1955. Neohaplomyces neomedonalis ingår i släktet Neohaplomyces och familjen Laboulbeniaceae.   Inga underarter finns listade i Catalogue of Life.